# The Cider House Rules
The Cider House Rules (bra: Regras da Vida; prt: As Regras da Casa ou Regras da Casa) é um filme estadunidense de 1999, uma comédia dramático-romântica dirigida por Lasse Hallström, com roteiro de John Irving baseado em seu livro homônimo.

## Prêmios e indicações
| Prêmio             | Categoria                          | Recipiente                 | Resultado |
| ------------------ | ---------------------------------- | -------------------------- | --------- |
| Oscar 2000         | Melhor ator coadjuvante            | Michael Caine              | Venceu    |
| Oscar 2000         | Melhor roteiro adaptado            | John Irving                | Venceu    |
| Oscar 2000         | Melhor filme                       | Richard N. Gladstein       | Indicado  |
| Oscar 2000         | Melhor direção                     | Lasse Hallström            | Indicado  |
| Oscar 2000         | Melhor edição                      | Lisa Zeno Churgin          | Indicado  |
| Oscar 2000         | Melhor direção de arte             | David Gropman; Beth Rubino | Indicado  |
| Oscar 2000         | Melhor trilha sonora               | Rachel Portman             | Indicado  |
| Globo de Ouro 2000 | Melhor ator coadjuvante/secundário | Michael Caine              | Indicado  |
| Globo de Ouro 2000 | Melhor roteiro                     | John Irving                | Indicado  |

## Elenco principal
- Tobey Maguire como Homer Wells
- Michael Caine como Dr. Wilbur Larch
- Charlize Theron como Candy Kendall
- Paul Rudd como Tenente Wally Worthington
- Delroy Lindo como Arthur Rose
- Erykah Badu ... Rose Rose
- Heavy D. como Peaches
- Kieran Culkin como Buster
- Jane Alexander como Enfermeira Edna
- Kathy Baker como Enfermeira Angela
- Kate Nelligan como Olive Worthington
- Paz de la Huerta como Mary Agnes
- J. K. Simmons como Ray Kendall
- Evan Parke como Jack
- Jimmy Flynn como Vernon
- Erik Per Sullivan como Fuzzy S.
- Skye McCole Bartusiak como Hazel

## Sinopse
Homer Wells cresceu em um orfanato dirigido pelo Dr. Wilbur Larch, depois de ter sido devolvido por duas famílias adotivas. Seus primeiros pais adotivos o achavam muito quieto. Seus segundos pais adotivos batiam nele. O Dr. Larch é viciado em éter e, secretamente, realiza abortos. Larch treina Homer em obstetrícia e abortos como aprendiz, apesar de Homer nunca ter ido à escola.
Homer decide deixar o orfanato com Candy Kendall e seu namorado, o tenente Wally Worthington, um jovem casal que trabalha no pomar de maçãs da família de Worthington. Eles foram até a clínica para um aborto. Wally os deixa para lutar na II Guerra Mundial. Enquanto Wally está na guerra, Homer e Candy têm um caso. Mais tarde, o avião de Wally é abatido e ele fica paralisado da cintura para baixo. Quando ele volta, Candy vai cuidar dele e deixa Homer.
Enquanto ele estava longe do orfanato, Homer vive na propriedade dos Worthington. Ele vai trabalhar colhendo maçãs com Arthur Rose e sua equipe. Arthur e a equipe são trabalhadores migrantes que são empregados sazonalmente no pomar pelos Worthington. O Sr. Rose engravida sua própria filha, Rose, e Homer, que desaprova abortos, percebe que no caso dos Rose, ele deve fazer um. Mais tarde, quando Arthur tenta avançar contra sua filha mais uma vez, ela o esfaqueia, e como último pedido, Arthur pede aos outros para que digam que sua morte foi suicídio. Eventualmente, Homer decide voltar ao orfanato depois do Dr. Larch morrer de overdose de éter, começando a trabalhar como o novo diretor.
No final, Homer descobre que Larch falsificou o histórico médico dele, impedindo que ele fosse chamado para a guerra, e mais tarde falsificou credenciais para que a instituição que cuidava do orfanato desse a ele o cargo de diretor. Finalmente, Homer assume o papel paternal que Larch assumia para as crianças do orfanato.

## Crítica
O filme recebeu críticas geralmente positivas. No site Rotten Tomatoes o filme possui um índice de aprovação de 71%, baseado em 110 resenhas, com uma média de 6,6. O consenso é "The Cider House Rules possui maravilhosas interpretações, belos visuais e um sentimento antiquado". No site Metacritic, o filme tem um indíce de 75/100, baseado em 32 críticas, indicando "críticas geralmente favoráveis".